# Luke Evans
Luke George Evans (Pontypool, 15 april 1979) is een Welsh acteur die zowel in films als op het podium actief is.

## Biografie
Luke Evans groeide op in het dorpje Aberbargoed in Zuid-Wales als enig kind van Yvonne en David Evans. Op 17-jarige leeftijd verhuisde hij naar Cardiff waar hij ging studeren. In 1997 kreeg hij een beurs om te gaan studeren in Londen, waar hij in 2000 afstudeerde. Vanaf datzelfde jaar begon hij met acteren in producties op West End zoals onder andere Miss Saigon. In 2002 gaf hij in een interview te kennen dat hij homo is. Vanaf 2009 maakte hij zijn debuut op het witte doek. De eerste echte grote productie waarin hij acteerde was Clash of the Titans in 2010. In december 2013 en 2014 was hij als Bard the Bowman te zien in de mega-productie The Hobbit, een film-drieluik dat voorafgaat aan The Lord of the Rings. Zijn eerste grote hoofdrol kreeg hij te pakken als Vlad Dracula in de film Dracula Untold.

## Filmografie
- Bibsys: 14025062
- Biblioteca Nacional de España: XX5248660
- Bibliothèque nationale de France: cb166149042 (data)
- Catàleg d'autoritats de noms i títols de Catalunya: 981061086775306706
- CiNii: DA19731045
- Gemeinsame Normdatei: 1023854244
- International Standard Name Identifier: 0000 0001 1513 6398
- Library of Congress Control Number: no2011022982
- MusicBrainz: 0cd67368-7bbd-4572-b8d8-180455b61088
- Nationale Bibliotheek van Tsjechië: xx0193891
- Nationale bibliotheek van Australië: 58789733
- Nationale Bibliotheek van Israël: 987007340460205171
- Nederlandse Thesaurus van Auteursnamen: 385909349
- Système universitaire de documentation: 181269708
- Virtual International Authority File: 167800050
- WorldCat: E39PBJvCVD8YPPgCqvjPHgKPQq